# Aezcoano

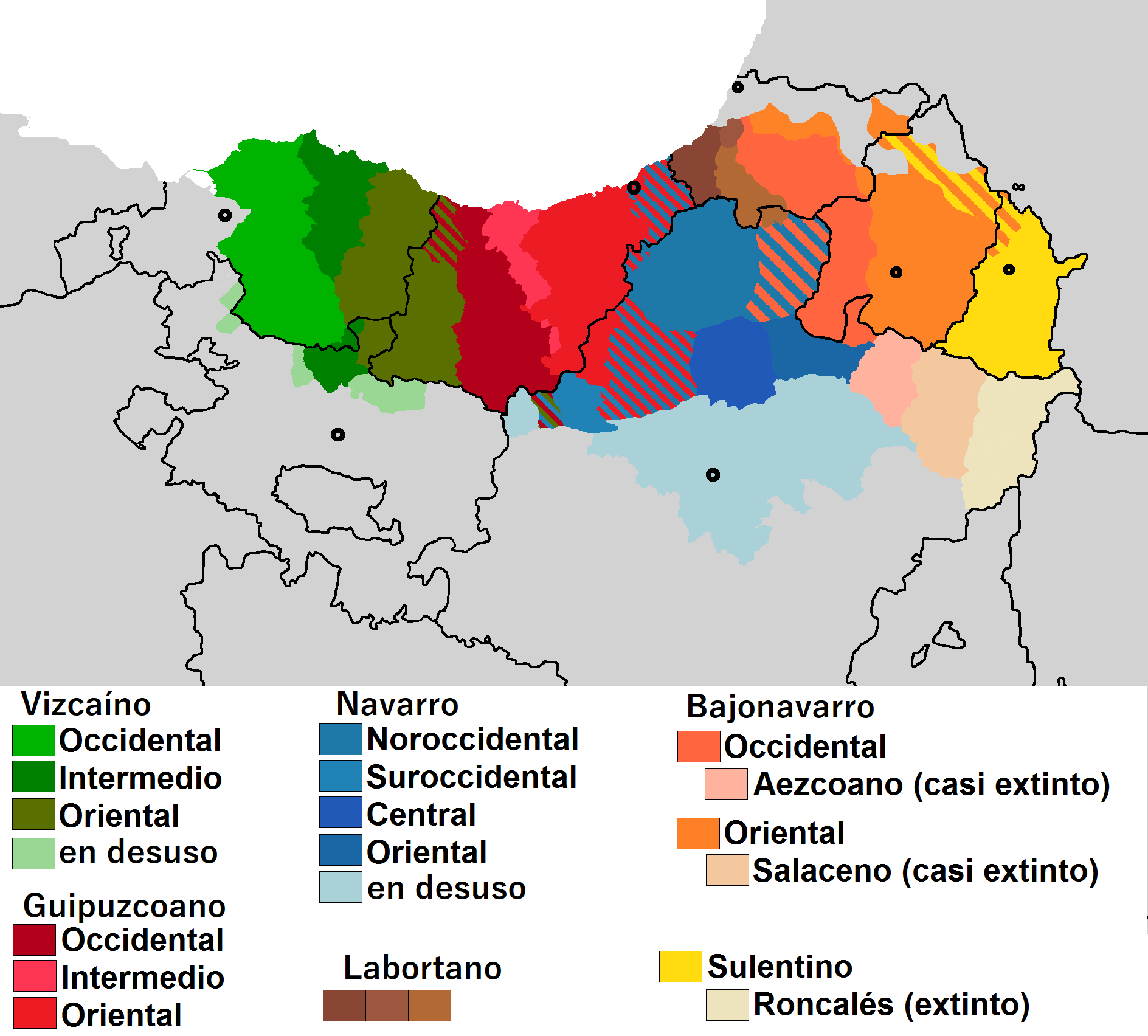

Valle de Aézcoa, Navarra.

El aezcoano o aezkoano, dialecto del euskera propio del valle de Aézcoa (Navarra) España, sería un habla de transición que oscilaría según los autores entre alto-navarro y bajo-navarro (salacenco). Según la mayoría (Bonaparte, Campión o Azkue, entre otros) formaría parte del segundo y según investigaciones más recientes como la de Iñaki Camino formaría parte del segundo.
Según la Dirección General de Política Lingüística de Navarra se trata de un dialecto en grave peligro de extinción, habiéndose interrumpido su transmisión natural, si bien su situación no es tan desesperada como la del salacenco
- Datos: Q2879656

.